# Alimentador Tahuantinsuyo (Metropolitano)
El servicio AN-01 o alimentador Tahuantinsuyo del Metropolitano conecta el terminal Naranjal con la zona de Tahuantinsuyo, ubicada en el distrito de Independencia.

## Características
Su flota está compuesta por midibuses anaranjados de 8.5 metros, todos ellos de carrocería TATSA sobre chasis King Long.
| Lunes a sábado      | 05:00 a.m. - 00:00 a.m. |
| Domingos y feriados | 05:00 a.m. - 11:00 p.m. |

| General     | S/ 1.00 |
| Estudiantes | S/ 0.50 |

## Recorrido
| Ida Tahuantinsuyo | Terminal Naranjal (embarque 2) — Avenida Chinchaysuyo — Avenida Indoamérica — Avenida Huanacaure — Calle Quipaypampa — Avenida Coricancha — Calle Yauri — Avenida Coricancha — Calle Vilcashuamán (esq. Calle Mascaypacha)                                                                  |
| Vuelta Naranjal   | Calle Vilcashuamán (esq. Calle Mascaypacha) — Calle Baños del Inca — Calle Quillabamba — Calle Hermanos Ayar — Avenida Coricancha — Calle Yauri — Avenida Coricancha — Calle Quipaypampa — Avenida Huanacaure — Avenida Indoamérica — Avenida Chinchaysuyo — Terminal Naranjal (embarque 2) |

## Paraderos
| N° | Paradero                       | Común con |
| -- | ------------------------------ | --------- |
| 1  | Terminal Naranjal (embarque 2) |           |
| 2  | Huáscar                        | AN-05     |
| 3  | Paracas                        |           |
| 4  | Cahuide                        |           |
| 5  | Písac                          |           |
| 6  | Quipaypampa                    |           |
| 7  | Yauri                          |           |
| 8  | Vilcanota                      |           |
| 9  | Mascaypacha                    |           |

| N° | Paradero                       | Común con |
| -- | ------------------------------ | --------- |
| 1  | Mascaypacha                    |           |
| 2  | Cusihuallar                    |           |
| 3  | Yanaoca                        |           |
| 4  | Huatanay                       |           |
| 5  | Muquiyauyos                    |           |
| 6  | Indoamérica                    |           |
| 7  | Tiahuanaco                     |           |
| 8  | Túpac Amaru                    | AN-05     |
| 9  | Terminal Naranjal (embarque 2) |           |